# 埃斯卡拉瓦霍萨德卡韦萨斯
埃斯卡拉瓦霍萨德卡韦萨斯，是西班牙卡斯蒂利亚-莱昂塞戈维亚省的一个市镇。 总面积16平方公里，总人口383人（2001年），人口密度24人/平方公里。